# (R)-4-idrossifenillattato deidrogenasi
La (R)-4-idrossifenillattato deidrogenasi è un enzima appartenente alla classe delle ossidoreduttasi, che catalizza la seguente reazione:
(R)-3-(4-idrossifenil)lattato + NAD(P)+ ⇄ 3-(4-idrossiphenil)piruvato + NAD(P)H + H+
L'enzima agisce anche, sebbene più lentamente, sul (R)-3-fenillattato, (R)-3-(indol-3-ile)lattato e (R)-lattato.